# Yattaman
Yattaman (jap. ヤッターマン Yattāman) – drugi z serii Time Bokan japoński serial anime wyprodukowany w latach 1977–1979 przez Tatsunoko Production w reżyserii Hiroshiego Sasagawy. W 2008 roku powstał remake tego anime oraz został nakręcony film fabularny pt. Yattāman.

## Wersja polska
W Polsce serial był nadawany na kanałach Polonia 1 i Super 1 z włoskim dubbingiem i polskim lektorem. Janusz Kozioł czytał odcinki od 1 do 20, a Jacek Brzostyński odcinki od 21 do 108. Na antenie Polonii 1 Yattaman nadawany był od 14 marca 1994 roku. Po pięciu latach przerwy w emisji serial pojawił się ponownie w ramówce tej stacji w 2015 roku.

## Wersja włoska
Piosenkę Yattaman śpiewał zespół I Cavalieri del Re.

## Fabuła
Tajemniczy kamień zwany Dokuro (jap. ドクロストーン Dokurosutōn) dawno temu połamał się na kawałki rozrzucone po całej Ziemi. Podobno artefakt ma moc ujawnienia lokalizacji największego złoża złota na świecie. Dokurobei pragnie skompletować cały kamień i bierze do pomocy bandę Drombo, której obiecuje część skarbu. Przed każdą wyprawą Dronio, Boyakki i Tonzler zakładają kolejny przestępczy biznes, aby zebrać fundusze na nowego robota bojowego. Poszukiwania artefaktu nie są bowiem łatwe; informacje od Dokurobeia są często błędne, a na dodatek w pogoni za nimi bierze udział prawy duet zwany „Yattaman”.

## Bohaterowie

### Yattaman
Yattaman (jap. ヤッターマン Yattāman) – drużyna bohaterów, która każdego odcinka odkrywa zamiary bandy Drombo i wyrusza za nimi, by stanąć im na przeszkodzie.
- Gan-chan (Yattaman nr 1) (jap. ガンちゃん（ヤッターマン1号）) – Yoshiko Ohta, Hiroyuki Yoshino (remake)

Syn słynnego projektanta zabawek, który ukończył budowę porzuconej przez jego ojca maszyny o imieniu „Yatta-Pies” – terenowego robota ratunkowego w kształcie psa. Wraz z Janet formuje drużynę bojową i mianuje się „Yattamanem nr 1”. Za broń obrał sobie kendamę, czyli zabawkę składającą się z młotkopodobnego przedmiotu i piłki połączonej z nim sznurkiem.
- Janet (Yattaman nr 2) (jap. アイちゃん（ヤッターマン2号） Ai-chan) – Mari Okamoto, Shizuka Itō (remake)

Przyjaciółka Gan-chana i córka sprzedawcy urządzeń elektrycznych. Wspólnie z Ganem pomaga udaremniać plany bandy Drombo. Często widziana konstruująca i modyfikująca maszyny z Ganem. W walce używa teleskopowego kija porażającego oponentów prądem elektrycznym.
- Robbie Robbie (jap. オモッチャマ Omocchama) – Reiko Katsura, Chiaki Takahashi (remake)

Robot w kształcie kostki do gry, służący jako maskotka sklepu z zabawkami prowadzonego przez ojca Gan-chana. Przechowuje wzmacniacze dla robotów.

### Drombo
Drombo (jap. ドロンボー Doronbō) – banda złoczyńców spod znaku czerwonej czaszki, która każdego odcinka otrzymuje od Dokurobeia polecenie odnalezienia fragmentu kamienia Dokuro.
- Dronio (jap. ドロンジョ Doronjo) – Noriko Ohara

24-letnia blondynka, próżna i inteligentna liderka bandy oszustów. Jej marzeniem jest wyjść kiedyś za mąż. Nosi czarno-czerwony strój oraz maskę zakrywającą twarz.
- Boyakki (jap. ボヤッキー) – Jōji Yanami

Wysoki i chudy mężczyzna w wieku 40 lat (chociaż mówi Dronio w jednym z odcinków, że ma 27), będący „mózgiem” grupy. Konstruuje roboty bojowe. Przejmuje się opiniami swoich nastoletnich fanek. Ubiera się w zielony strój.
- Tonzler (jap. トンズラー Tonzurā) – Kazuya Tatekabe

Krępy 30-latek, będący „mięśniami” gangu. Używany tam, gdzie potrzebna jest wielka siła fizyczna. Ma niebieski strój.
- Dokurobei (jap. ドクロベエ Dokurobē) – Junpei Takiquchi

Rzadko widziany szef bandy Drombo. W niezwykły sposób (np. przez mówiący hamburger lub wizerunek czerwonej czaszki na ekranie telewizora) wydaje rozkazy udania się w potencjalne lokalizacje fragmentów kamienia Dokuro. Za każdą porażkę z Yattamanem i nieodnalezienie kamienia wymierza surowe a oryginalne kary.

### Pozostali
- Narrator – Kei Tomiyama, Kōichi Yamadera (remake)

## Maszyny

### Yattaman
- Yatta-Pies (jap. ヤッターワン Yattā-Wan) – Masaru Ikeda, Kōichi Yamadera (remake)

Zaprojektowany przez ojca Gana robot ratunkowy w kształcie psa, zaopatrzony w syrenę i dzwonek. Z nozdrzy strzela żelaznymi kulkami, na plecach nosi dwa węże gaśnicze. Jak u pozostałych robotów, jest mu aplikowany wzmacniacz pozwalający na odzyskanie sił i wykonanie specjalnego ataku, polegającego na wypuszczeniu z pyska grupy miniaturowych robotów.
- Yatta-Pelikan (jap. ヤッターペリカン Yattā-Perikan) – Masaru Ikeda, Kōichi Yamadera (remake)

Robot-pelikan, zdolny do latania dzięki silnikom odrzutowym.
- Yatta-Ryba (jap. ヤッターアンコウ Yattā-Ankō) – Masaru Ikeda, Kōichi Yamadera (remake)

Robot-żabnica, potrafiąca pływać pod wodą i przewozić we wnętrzu Gana i Janet.
- Yatta-Król (jap. ヤッターキング Yattā-Kingu) – Masaru Ikeda

Yatta-Król został zbudowany z części po zniszczonym Yatta-Psie. Jest od niego znacznie większy i przypomina krzyżówkę wozu strażackiego i jamnika. Ma szereg nowych funkcji, jak wyrzutnia rakiet na plecach lub wąż strażacki w ogonie. Służy jako transporter dla trzech niżej wymienionych robotów.
- Yatta-Panda (jap. ヤッターパンダ Yattā-Panda) i Mała Panda (jap. コパンダ Ko-Panda) – Masaru Ikeda i Kumiko Takizawa

Robot-panda jadąca na motocyklu z Małą Pandą na głowie.
- Yatta-Doiler (jap. ヤッタードジラ Yattā-Dojira) – Masaru Tanaka

Robot-dinozaur.
- Yatta-Bull (jap. ヤッターブル Yattā-Buru) – Masaru Ikeda

Robot-buldog, poruszający się na kołach w przednich łapach.
- Yatta-Słoń (jap. ヤッターゾウ Yattā-Zō) – Masaru Ikeda

Robot-słoń, przewożący te same roboty co Król oraz Yatta-Mistrza. Macha uszami w locie oraz używa trąby jako szlauch bądź miotacz ognia.
- Yatta-Mistrz (jap. ヤッターよこづな Yattā-Yokozuna) – Kenichi Ogata

Robot-kangur walczący jak zapaśnik sumo.

### Drombo
Kształt i działanie maszyn jest w pełni zależny od rodzaju prowadzonej przestępczej działalności, jaką banda prowadzi na początku każdego odcinka. We wnętrzu maszyn panna Dronio zwykle siedzi pośrodku a Boyakki i Tonzler po bokach. Maszyny Drombo mieszczą wieloraką broń, która w początkowej fazie walki przoduje nad Yattamanem. W późniejszych odcinkach przeciw miniaturowym robotom Yattamana banda Drombo wystawia własne.
W kokpitach maszyn znajdują się małe mechanizmy, które wyłaniają się w określonych okolicznościach. Kiedy Dronio chwali Boyakkiego, pojawia się Świnka (jap. おだてブタ Odate Buta), która wygłasza: „Nawet świnka potrafi wspiąć się na drzewo, kiedy ją chwalą.”

## Spis odcinków
| #   | Polski tytuł odcinka           | Włoski tytuł odcinka            | Działalność Drombo                   | Lokalizacja kamienia                                | Uwagi       |
| --- | ------------------------------ | ------------------------------- | ------------------------------------ | --------------------------------------------------- | ----------- |
| 1   | Yattaman wkracza do akcji      | Yattaman entra in azione        | restauracja                          | sejf banku w Nowym Jorku                            | [ a ]       |
| 2   | Nos Sfinksa                    | Il naso della sfinge            | cukiernia                            | nos egipskiego Sfinksa                              |             |
| 3   | Parasol króla                  | L'ombrello del re               | sklep z parasolami                   | wskazuje go mapa w rączce parasola                  |             |
| 4   | Przygoda na biegunie           | Avventura al polo               | sklep sportowy                       | biegun północny                                     |             |
| 5   | Fałszywy prorok                | Il falso profeta                | sklep muzyczny                       | azjatyckie królestwo Quarm                          |             |
| 6   | Pałac Słońca                   | Il palazzo del Sole             | warsztat samochodowy                 | Pałac Słońca w Królestwie Tonka                     |             |
| 7   | Karnawał w Rio                 | Il carnavale di Rio             | kwiaciarnia                          | w koronie miss karnawału w Rio                      |             |
| 8   | Człowiek z Himalajów           | L'uomo dell' Himalaya           | zakład dentystyczny                  | okolice Mount Everest                               |             |
| 9   | Przyjaciel Tarzan              | L'amico Tarzan                  | sklep zoologiczny                    | afrykańska dżungla                                  |             |
| 10  | Potwór z jeziora               | Il mostro del lago              | skład złomu                          | dno Loch Ness                                       |             |
| 11  | Tajemniczy trójkąt             | Il triangolo misterioso         | firma budowlana                      | trójkątna wyspa                                     |             |
| 12  | Pieśń                          | L'isola di ferragosto           | sklep z zegarami                     | Wyspa Wielkanocna                                   |             |
| 13  | Wspaniałe Amazonki             | Le favolose Amazzoni            | sklep z torebkami                    | El Dorado                                           |             |
| 14  | Wielki złodziej                | Il grande ladro                 | aukcja artefaktów                    | muzeum w Paryżu                                     | [ b ] [ c ] |
| 15  | Mała Peggy                     | La piccola Peggy                | sprzedaż świeżego mleka              | dom dziadka małej Peggy                             |             |
| 16  | Królowa Yametai                | La regina di Yametai            | sklep z antykami                     | skarbiec królowej państwa Yametai                   |             |
| 17  | Bajeczni Beatlezi              | I favolosi Beatliz              | szkoła talentów                      | ogród angielskiej królowej                          |             |
| 18  | Poszukiwania w zoo             | Ricerche alla zoo               | potrawy na wynos                     | zoo w mieście Peng                                  |             |
| 19  | Wyprawa w Alpy                 | Furto alla zecca                | napad na mennicę                     | kościół u podnóża Alp                               |             |
| 20  | Gangsterzy                     | I gangster                      | sklep z garniturami                  | Chicago                                             |             |
| 21  | Wielki Red                     | Il grande Red                   | klub sportowy                        | w posiadaniu Reda                                   |             |
| 22  | Skarby Naibaby                 | I tesori di Naibabà             | cyrk                                 | skarbiec Naibaby na arabskiej pustyni               |             |
| 23  | Kot Mruczek                    | Il gatto Puffetto               | aukcja malarstwa                     | u belgijskiego chłopca                              |             |
| 24  | Zwycięży najlepszy             | Vinca il migliore               | klinika weterynaryjna                | Krym                                                |             |
| 25  | Człowiek z równiny             | L'uomo della pianura            | obserwatorium astronomiczne          | równina Nazeca w Andach                             |             |
| 26  | Kobieta-wilk                   | Il mistero della donna lupo     | sklep AGD i RTV                      | w posiadaniu rumuńskiego wilka                      |             |
| 27  | Podziemna przygoda             | Avventura sottoterra            | warzywniak                           | podmorskie królestwo                                | [ d ]       |
| 28  | Księżycowa księżniczka         | La principessa sulla Luna       | wycieczka na Księżyc                 | u księżycowej księżniczki                           |             |
| 29  | Jak w westernie                | Viaggio a Tequila City          | salon fryzjerski                     | Tequila City na Dzikim Zachodzie                    |             |
| 30  | Wyspa King Konga               | L'isola di King Kong            | pracownia fotograficzna              | wyspa King Konga                                    |             |
| 31  | Wyspa Robinsona                | L'isola di Robinson Crusoe      | naprawa łodzi                        | wyspa Robinsona Cruzoe                              |             |
| 32  | Wyprawa na biegun              | Spedizione al Polo Sud          | oceanarium                           | biegun południowy                                   |             |
| 33  | Detektyw                       | Il detective                    | sklep z owadami                      | Londyn                                              |             |
| 34  | Wyspa diabła                   | L'isola del diavolo             | sklep obuwniczy                      | wyspa zesłania hrabiego Monte Christo               | [ e ]       |
| 35  | Podwodne przygody              | Avventure sottomarine           | wypożyczalnia łodzi                  | zatopiony statek piratów                            |             |
| 36  | Okrutna Carmen                 | La crudele Carmen               | przepowiadanie przyszłości           | miasto Caramba, w posiadaniu Carmen                 |             |
| 37  | Nieczysta sprawa               | Una questione poco pulita       | udzielanie małżeństw                 | brak instrukcji                                     | [ f ]       |
| 38  | Podróż w czasie                | Viaggio nel tempo               | pokaz iluzji                         | u ninja Sasuko, Osaka, feudalna Japonia             |             |
| 39  | Egzorcysta                     | L'esorcista                     | bank                                 | opętany mężczyzna zna lokalizację                   |             |
| 40  | Puchar Billy Boop              | La coppa Billy Boop             | sklep z pucharami                    | ukryty w pucharze, Nowy Jork                        |             |
| 41  | Historia o Panokiu             | La storia di Pannocchio         | ekipa budowlana                      | u Gepetta                                           |             |
| 42  | Napad na Błękitną Strzałę      | Terrore sulla Freccia Azzurra   | kiosk na dworcu                      | w ekspresie Błękitna Strzała                        |             |
| 43  | Czarodziej                     | Il mago                         | salon piękności                      | u czarodzieja z Danii                               |             |
| 44  | Trzej muszkieterowie           | I tre moschettieri              | kurs szermierki                      | u francuskiej księżniczki                           |             |
| 45  | Śniegowa Pani                  | La Donna delle Nevi             | łaźnia                               | w posiadaniu Śniegowej Pani                         | [ g ]       |
| 46  | Odważny Jam Tell               | Il coraggioso Jam Tell          | kurs łucznictwa                      | w posiadaniu szwajcarskiego urzędnika               | [ h ]       |
| 47  | Dziwna przygoda                | Una strana avventura            | sprzedaż biletów kolejowych          | u francuskiej kobiety                               |             |
| 48  | Wyścig                         | La gara                         | salon samochodowy                    | nagroda dla zwycięzcy wyścigu w Montecorvo          |             |
| 49  | Dobry bandyta                  | Il bandito buono                | wycieczka autokarowa                 | u chińskiego bandyty Suppeia                        |             |
| 50  | Wyspa potworów                 | L'isola degli orchi             | wesoło-miasteczkowy stragan          | chłopiec w krainie cudów zna lokalizację            |             |
| 51  | Mówiąca żaba                   | Il ranocchio parlante           | sklep rybny                          | w wiosce, gdzie mieszka mówiąca żaba                |             |
| 52  | Pirat Gilbert                  | Gilber il pirata                | użyczanie wędkarzom stawu rybnego    | zakopany skarb piratów na wyspie Takar              |             |
| 53  | Herkules                       | Il potente buono                | zawody sumo                          | nagroda dla zabójcy lwa                             |             |
| 54  | Czerwony wieloryb              | La balena rossa                 | rejs wycieczkowy                     | w żołądku czerwonego wieloryba                      |             |
| 55  | Pojedynek                      | Il duello                       | sklep z bronią białą                 | nagroda dla zwycięzcy pojedynku, Oedo, Japonia      |             |
| 56  | Wielkie spotkanie              | Il grande incontro              | zawody zapaśnicze                    | w mistrzowskim pasie                                |             |
| 57  | Chochliki z rzeki Kappa        | I folletti Kappa-River          | szkoła pływania                      | chochliki znają lokalizację                         |             |
| 58  | Dom Macao                      | La corsa del Macao              | sklep z ptakami                      | w domu Macao                                        | [ i ]       |
| 59  | Gwiazda kina                   | Il divo del cinema              | pokaz osobliwości                    | nagroda dla aktora filmowego w Hollywood            |             |
| 60  | Morskie potwory                | I mostri marini                 | stragan z takoyaki                   | zatopione miasto Atlantyda                          |             |
| 61  | Brat i siostra                 | Fratello e sorella              | obóz biwakowy                        | rodzeństwo zna lokalizację, wieś Tango              |             |
| 62  | Latająca małpa                 | La scimmia volante              | linie lotnicze                       | buddyjski mnich Tripitaka zna lokalizację           |             |
| 63  | Przedsiębiorstwo transportowe  | Agenzia di spedizioni           | przedsiębiorstwo transportowe        | córka naczelnika wioski Inaka zna lokalizację       |             |
| 64  | Podróż w kosmos                | Viaggio nello spazio            | szkoła wyższa                        | odległa planeta                                     |             |
| 65  | Diabeł z Rashomon Gate         | Il diavolo di Rashomon Gate     | bar sushi                            | w posiadaniu diabła                                 |             |
| 66  | Wybuch wulkanu                 | L'eruzione del vulcano          | wystawa zwierząt                     | afrykańska wioska obok wulkanu                      |             |
| 67  | Jak nauczyć się szermierki     | Come imparare la scherma        | kurs władania mieczem                | szkoła walki we wsi Nakai                           |             |
| 68  | Królowa Śniegu                 | La regina delle nevi            | sklep z kryształami                  | u Królowej Śniegu                                   |             |
| 69  | Zdobycie góry Maborost         | La conquista del monte Maborost | sklep ze sprzętem do wspinaczki      | szczyt niezdobytej góry                             |             |
| 70  | Kamienny element               | L'elmetto di pietra             | kawiarnia                            | góry Kyoton                                         |             |
| 71  | Drewniana waza                 | Il vaso di legno                | sklep z ceramiką                     | starożytna osada w głębi Japonii                    |             |
| 72  | Śpiąca królewna                | La bella addormentata           | sklep z modą męską                   | w posiadaniu królewskich nowożeńców                 |             |
| 73  | Wrząca kąpiel                  | Il bagno bollente               | hotel                                | japoński zamek                                      |             |
| 74  | Podróż do Cesarstwa Rzymskiego | Viaggio nell'Impero Romano      | koncert sław                         | u cesarza Tarkwiniusza                              |             |
| 75  | Starożytna sztuka wojenna      | Un'antica arte marziale         | sprzedaż cudownej maści              | u wojownika nunjitsu                                |             |
| 76  | Pojedynek na Mlecznej Drodze   | Duello nella Via Lattea         | klinika                              | planeta Giglio                                      |             |
| 77  | Maska z brązu                  | La maschera di bronzo           | sklep z antycznymi unikatami         | więzień w masce zna lokalizację                     |             |
| 78  | Sprzedawczyni lamp             | La venditrice di lampade        | salon kosmetyczny                    | sprzedawczyni lamp zna lokalizację                  |             |
| 79  | Czarodziej z Guz               | Il mago di Guz                  | szkoła magii                         | zamek czarodzieja z krainy Guz                      |             |
| 80  | Historia Satomy                | La storia di Satomi             | kręgielnia                           | zapisano na perłach należących do trzech mężczyzn   |             |
| 81  | Mierny artysta                 | L'artista mediocre              | szkoła jogi                          | żona malarza z Tahiti zna lokalizację               |             |
| 82  | Samuraj                        | Il samurai                      | sprzedaż inteligentnych kapeluszy    | u samuraja Mokodena                                 |             |
| 83  | Wielki Mur                     | La grande muraglia              | posterunek policji                   | u szlachetnego młodzieńca                           |             |
| 84  | Gladiator Spartaos             | Il gladiatore Spartaos          | sauna                                | w rękach gladiatora Spartaosa                       | [ j ]       |
| 85  | Księżniczka Syrena             | La principessa Sirena           | wesoło-miasteczkowy dom strachów     | w posiadaniu syreny                                 |             |
| 86  | Młoda wojowniczka              | La giovane guerriera            | obwoźna sprzedaż słodkich ziemniaków | u wojowniczki Jandar w Orleanie                     |             |
| 87  | Magiczna lampa                 | La lampada magica               | kurs gotowania                       | u króla jako skarb narodowy                         |             |
| 88  | Rudowłosa Rann                 | Rann dai capelli rossi          | klub golfowy                         | w rękach Rann                                       |             |
| 89  | Odważny rycerz                 | Il cavaliere coraggioso         | sklep ze zbrojami                    | kamień do koronacji króla krainy Naranda            |             |
| 90  | Nowy kontynent                 | Il nuovo continente             | projekcja trójwymiarowego filmu      | nowy, nieznany kontynent                            |             |
| 91  | Zły duch                       | Lo spirito malvagio             | sprzedaż magicznych piramidek        | u człowieka o imieniu Nonta                         | [ k ]       |
| 92  | Sen nocy wiosennej             | Sogno di una notte di primavera | sklep jubilerski                     | kraina wróżek króla Oberona                         |             |
| 93  | Waleczny wojownik              | Un valoroso guerriero           | sprzedaż aureoli do latania          | w posiadaniu pozaziemskiego węża                    |             |
| 94  | Bracia Left                    | I fratelli Left                 | sprzedaż złotych płyt winylowych     | u braci-konstruktorów                               |             |
| 95  | Królowa Egiptu                 | La regina del Negitto           | drogeria                             | Kleopatra posiada wiedzę o kamieniu                 |             |
| 96  | Biała czapla                   | Un airone bianco                | salon meblowy                        | u chłopca o imieniu Goyo                            |             |
| 97  | Świątynia w Bunbuku            | Il tempio di Bunbuku            | sprzedaż rękawic baseballowych       | w posiadaniu szopa-pracza                           |             |
| 98  | Pies Lucky                     | Il cane Lucky                   | stoisko z wiecznymi piórami          | pies posiada wiedzę o kamieniu                      |             |
| 99  | Miecz króla                    | La spada del re                 | szkoła karate                        | kamień, w którym tkwi miecz                         |             |
| 100 | Angel i Gretel                 | Angel e Gretel                  | kurs ceremonii parzenia herbaty      | rodzeństwo posiada wiedzę o kamieniu                |             |
| 101 | Aleksander Wielki              | Alessandro il Grande            | sprzedaż eliksiru młodości           | państwo Aleksandra Wielkiego                        |             |
| 102 | Prezydent Yashington           | Il presidente Yashington        | przewóz helikopterem                 | u przyjaciela Yashingtona                           |             |
| 103 | Doktor Schpeizer               | Il dottor Schpeizer             | pralnia                              | u doktora Schpeizera ze wsi Mirai                   |             |
| 104 | Królestwo Frietten             | Il regno di Fritten             | szkoła aktorstwa                     | u księżniczki Cotalii z Fritten                     |             |
| 105 | Doktor Collector               | Il dottor Collector             | odczynianie uroków                   | u doktora Collectora w kraju Amegis                 |             |
| 106 | Wzorowy uczeń                  | Il ragazzo modello              | stacja paliw                         | u ucznia o imieniu Giniro                           |             |
| 107 | Wielki wynalazek               | La grande invenzione            | sprzedaż sprzętu audio               | maszyna Dodisona pomoże znaleźć kamień              |             |
| 108 | Bitwa pod Waterloo             | La battaglia di Awaterloo       | kiermasz książek                     | w pamiętniku cesarza Girellona zapisano lokalizację | [ l ]       |

## Remake
W styczniu 2008 roku, po blisko 31 latach od rozpoczęcia oryginalnej serii świat ujrzał jego remake. W zasadzie jest na nowo opowiedzianą historią dostosowaną do gustu dzisiejszej widowni. Fabuła w dużej części pozostała taka sama; aktorzy głosowi bandy Doronbō również. Kamień Dokuro został zastąpiony Pierścieniami Dokuro, które po zebraniu spełniają dowolne życzenia. Gan-chan oprócz bycia młodym geniuszem jest także obibokiem, w przeciwieństwie do poważnej i odpowiedzialnej Ai-chan.

## Adaptacja filmowa
10 kwietnia 2007 r. Nikkatsu dało zielone światło produkcji dwóch filmów aktorskich opartych na popularnych w latach 70. serialach anime, Yattamanie i Wojnie planet. Reżyserem adaptacji Yattamana został Takashi Miike. Kręcenie ujęć trwało od marca do maja 2008. Film swoją kinową premierę miał 7 marca 2009 roku i przez kilka kolejnych tygodni był na szczycie japońskiej listy wyników kasowych.